# Emily Williamson
Emily Williamson, geboren  Bateson (Lancaster, 17 april 1855 — Kensington, 12 januari 1936) was een Engelse filantroop en mede-oprichter van de Royal Society for the Protection of Birds, de Britse vogelbeschermingsorganisatie.

## Leven
Emily Bateson was dochter van Frederick Septimus Bateson en Eliza Frost. Na haar huwelijk op 8 juni 1882 met Robert Wood Williamson. vestigde ze zich in Didsbury. In 1931 vertrok ze naar Londen en stierf in Kensington in 1936, 80 jaar oud.

## Royal Society for the Protection of Birds
Williamson keerde zich tegen het gebruik van vogels voor mode-doeleinden vanwege de wreedheid die met de verenjacht gepaard ging en omdat het nadelig was voor de populatie-omvang van verschillende vogelsoorten. In 1880 richtte ze de Society for the Protection of Birds op, een groep vrouwen die geen vogels meer als mode-attribuut wilden dragen, aanvankelijk onder de naam Plumage League.
Er mochten alleen veren gebruikt worden van vogels die als voedsel dienden en van de struisvogel, omdat verwijdering van de staart van deze vogel niet pijnlijk zou zijn.
In 1891 fuseerde de organisatie van Williamson met een soortgelijke organisatie in Croydon, en de hoofdzetel van de nieuwe vereniging werd Londen. In 1904 werd het voorvoegsel 'Royal' aan de naam verbonden. Hannah Poland volgde Williamson op als secretaris, maar Williamson bleef vicepresident tot haar dood. De organisatie groeide in de periode 1891-1899 van 1.200 tot ruim 20.000 leden.

## Andere bezigheden
In 1891 richtte Wiliamson de Gentlewomen's Employment Association in Manchester op. Binnen deze organisatie nam ze het initiatief voor het Princess Christian Training College for Nurses en, in 1898, het Loan Training Fund, waarmee de kosten voor de opleiding van jonge vrouwen gesubsidieerd konden worden.